# Земсков, Валерий Борисович
Вале́рий Бори́сович Земско́в (28 января 1940 — 30 сентября 2012, Москва) — советский и российский литературовед, культуролог-латиноамериканист, доктор филологических наук, профессор; заведующий отделом литератур Европы и Америки новейшего времени Института мировой литературы им. А. М. Горького РАН. Прозаик, поэт.

## Биография
В 1962 году окончил филологический факультет Ленинградского университета (отделение русского языка и литературы); в 1967 году — переводческий факультет Московского государственного педагогического института иностранных языков им. М. Тореза по специальности «испанский язык».
В 1968—1974 годах работал научным редактором, заведующим отделом журнала «Латинская Америка».
В 1972 году окончил заочную аспирантуру Института мировой литературы им. А. М. Горького АН СССР по специальности «литературы Латинской Америки». С 1974 года работал заведующим сектором капиталистических стран отдела литератур Европы и Америки новейшего времени ИМЛИ, с 1989 — заведующий этим отделом.
Член Научного совета «История мировой культуры», сопредседатель Комиссии по изучению культуры народов Пиренейского полуострова и Латинской Америки; член Ассоциации исследователей ибероамериканского мира (Москва).

## Научная деятельность
В 1973 г. защитил кандидатскую диссертацию («Поэзия гаучо и её роль в становлении литературы Аргентины. К проблеме отношений литературы и фольклора в Латинской Америке»), в 1986 г. — докторскую («Становление испано-язычных литератур Латинской Америки в XVI—XVII веках (проблемы культурного синтеза и художественного своеобразия)»).
Разработал принципы цивилизационного подхода к изучению истории латиноамериканской литературы, а также модель литературного развития, применимую для сопоставительного изучения близких по типу литератур нового времени.
Автор более 200 научных работ.

### Избранные публикации
Источник — Электронные каталоги РНБ
- Гирин Ю. Н., Дридзо А. Д., Земсков В. Б. и др. История литератур Латинской Америки, конец XIX — начало XX в. (1880—1910-е гг.) / Отв. ред. В. Б. Земсков. — М.: Наследие, 1994. — 654 с. — 1000 экз. — ISBN 5-201-13203-0.
- Гирин Ю. Н., Земсков В. Б., Кофман А. Ф. и др. История литератур Латинской Америки : очерки творчества писателей XX века / Отв. ред.: В. Б. Земсков, А. Ф. Кофман. — М.: ИМЛИ, 2005. — 686 с. — 1000 экз. — ISBN 5-9208-0236-7.
- Земсков В. Б. Аргентинская поэзия гаучо : К проблеме отношений литературы и фольклора в Латинской Америке. — М.: Наука, 1977. — 222 с. — 1750 экз.
- Земсков В. Б. Габриэль Гарсиа Маркес: Очерк творчества. — М.: Худож. лит., 1986. — 222 с. — 15 000 экз.
- Земсков В. Б. Доминго Фаустино Сармьенто: человек и писатель // Сармьенто Д. Ф. Избранные сочинения = Obras escogidas : Пер. с исп. — М.: Наследие, 1995. — ISBN 5-201-13225-1.
- Земсков В. Б. Предисловие (С. 5-22) и справки об авторах // Латиноамериканская повесть : В 2 т. : Пер. с исп. и португ. — М.: Худож. лит., 1989. — ISBN 5-280-00682-3. ISBN 5-280-00684-X
- Земсков В. Б. Становление испаноязычных литератур Латинской Америки в XVI—XVII вв. : (Пробл. культ. синтеза и худож. своеобразия) : Автореф. дис. … д-ра филол. наук. — М., 1985. — 38 с.
- Земсков В. Б., Зюкова И. С., Кутейщикова В. Н. и др. История литератур Латинской Америки : От Войны за независимость до завершения нац. гос. консолидации (1810—1870-е гг.). — М.: Наука, 1988. — 653 с. — 1150 экз. — ISBN 5-02-011347-6.
- Дисбаланс в системе взаимодействия пластов культуры как фактор культурной динамики // Слово и Мудрость Востока. Литература. Фольклор. Культура : Сб. К 60-летию академика А. Б. Куделина. — М.: Наука, 2006.
- Жанр «Истории» и ловушки исторического и историко-литературного знания на рубеже тысячелетий // Известия АН. Серия литературы и языка. — 2003. — Т. 62, № 3.
- Карнавал Рене Портокарреро (вспоминая Мастера). — Iberica Americans : Праздник в ибероамерик. культуре : [Сб. ст.]. — М.: ИМЛИ, 2002. — 395 с. — 500 экз. — ISBN 5-9208-0089-5.
- Концепции дионисийства и мистерии у Вячеслава Иванова (Ницше — Скрябин — Иванов) // Искусство versus литература. Франция — Германия — Россия на рубеже XIX—XX веков — М.: ОГИ, 2006.
- Латиноамериканистика в Институте мировой литературы : От изучения литературного процесса — к осмыслению цивилизационной парадигмы // Латинская Америка. — М., 2001. — № 4.
- Латиноамериканский литературный процесс XVI—XX вв. Некоторые теоретические аспекты // Латинская Америка. — 2005. — № 3.
- Литературный процесс в Латинской Америке. XX век и теоретические итоги. Введение // История литератур Латинской Америки. — М.: ИМЛИ РАН, 2004. — Т. 4, ч. 1.
- Одноглазый Янус. Пограничная эпоха — пограничное сознание. — Кануны и рубежи : Типы погранич. эпох — типы погранич. сознания : Материалы рос.-фр. конф. : (В 2 ч.). — М.: ИМЛИ, 2002. — 484 с. — 500 экз. — ISBN 5-9208-0130-1.
- Писатели цивилизационного «промежутка»: Газданов, Набоков и другие // Гайто Гайзанов и «незамеченное поколение». Писатель на перекрестке культур и традиций — М.: ИНИОН РАН : Библиотека — Фонд «Русское Зарубежье», 2006.
- Праздник в устойчивой и в формирующихся культурах. Введение // Iberica Americans : Праздник в ибероамерик. культуре : [Сб. ст.]. — М.: ИМЛИ, 2002. — ISBN 5-9208-0089-5.
- О первооткрывателях Нового Света // Хроники открытия Америки. — М.: Академический проект, 2000. — Т. 1 : Новая Испания.
- О проблеме культурного синтеза в Латинской Америке: между утопией и реальностью // Вопросы иберо-романской филологии. — М.: Макс Пресс, 2001. — Вып. 4.
- Творческая индивидуальность и традиция в латиноамериканской литературе. Введение // История литератур Латинской Америки. — М.: ИМЛИ РАН, 2005. — Т. 5.
- Творчество Алехо Карпентьера // История литератур Латинской Америки. — М.: ИМЛИ РАН, 2005. — Т. 5.
- Типология эсхатологических пространств: три варианта экспансии христианской цивилизации в Америку и в Сибирь в XVI—XVII вв. — три цивилизационных проекта // Пространства жизни : К 85-летию академика Б. В. Раушенбаха. — М.: Наука, 2000.
- Хроники конкисты Америки и летописи взятия Сибири в типологическом сопоставлении (к постановке вопроса) // Свободный взгляд на литературу. Проблемы современной филологии : К 60-летию научной деятельности академика Н. И. Балашова. — М.: ИМЛИ РАН, 2002.
- Экстерриториальность как фактор творческого сознания в европейских и американских литературах // Русское зарубежье: приглашение к диалогу : Сб. науч. тр. — Калининград, 2004.
- Экспансия XVI—XVII вв. Испании и Англии в Америку, России — в Сибирь, варианты этнокультурного взаимодействия и генезис культурно-литературных моделей Нового времени // Вестник ОЛЯ РАН. — 2006.
- Die kulturellen Archetypen und die Symbole bei Carlos Fuentes / Barbara Dröscher, Carlos Rincon (H/g/). — Carlos Fuentes’ Welten/ Kritische Relekturen. Berlin, 2003
- «Nuestra América» de José Martí en la encrucijada de las teorías de la posmodernidad — Trascendencia cultural de la obra de José Martí. Universidad Carolina de Praga, 2003

редактор сборников
- Вавилов В. Н., Гирин Ю. Н., Гончарова Т. В. и др. История литератур Латинской Америки. XX век: 20-90-е годы : В 2 ч. / Отв. ред. В. Б. Земсков. — М.: ИМЛИ, 2004. — 580+692 с. — 1000 экз. — ISBN 5-9208-0210-3.
- Iberica americans : Культуры Нового и Старого Света XVI—XVIII вв. в их взаимодействии : 500 лет открытия Америки : [Сб. ст.] / Отв. ред. В. Б. Земсков. — СПб.: Наука, 1991. — 287 с. — 950 экз. — ISBN 5-02-027340-6.
- Iberica Americans. Механизмы культурообразования в Латинской Америке : [Сб. ст.] / Отв. ред. В. Б. Земсков. — М.: Наука, 1994. — 215 с. — 1000 экз. — ISBN 5-02-011176-7.
- Iberica Americans : Праздник в ибероамерик. культуре : [Сб. ст.] / Отв. ред. В. Б. Земсков. — М.: ИМЛИ, 2002. — 395 с. — 500 экз. — ISBN 5-9208-0089-5.
- Iberica Americans. Тип творческой личности в латиноамериканской культуре / Отв. ред. В. Б. Земсков. — М.: Наследие, 1997. — 279 с. — 500 экз. — ISBN 5-201-13296-0.
- Кануны и рубежи : Типы погранич. эпох — типы погранич. сознания : Материалы рос.-фр. конф. : (В 2 ч.) / Редкол.: В. Б. Земсков (отв. ред.) и др. — М.: ИМЛИ, 2002. — 484 с. — 500 экз. — ISBN 5-9208-0130-1.
- На переломе: Образ России прошлой и современной в культуре, литературе Европы и Америки (конец XX — начало XXI вв.) : [сб.] / Отв. ред. В. Б. Земсков. — М.: Новый хронограф, 2011. — 694 с. — 1000 экз. — ISBN 978-5-94881-152-9.

художественная литература
(в том числе под псевдонимом Вал. Анохин)
- Анохин В. Четвёртый город. — 1994[1].
- Земсков В. Б. Лазарь : Роман. Подземная бабочка : Рассказы. — М.: Акад. Проект, 2000. — 351 с. — (Окна и Зеркала. Содерж.: Лазарь: Роман; Рассказы: Философъ; Первая любовь; Турпоездка в месяц Фармути; Страсти по Магде; Император; Два дыхания; Уравнение с ошибкой; Взрыв в «Парадизе»; Голландские гвоздики и др.). — 3000 экз. — ISBN 5-8291-0062-2.
- Земсков В. Б. Там, за краем : [сборник стихов]. — М.: Вахазар, 2010. — 27 с. — 200 экз.